# Jrahi
Jrahi is een bestuurslaag in het regentschap Pati van de provincie Midden-Java, Indonesië. Jrahi telt 2317 inwoners (volkstelling 2010).